# Hiltrude
Hiltrude (Austrasië, rond 716 - Beieren, 754) was een dochter van Karel Martel en Rotrude van Trier. 
Zij zou, tegen de wil van haar broers en op instigatie van haar stiefmoeder, de Beierse Swanahilde, rond 740 in het huwelijk zijn getreden met Odilo I van Beieren. Haar broers Carloman en Pepijn de Korte voerden in 744 een oorlog tegen haar man. De uitkomst was dat Odilo de Frankische suzereiniteit over Beieren moest erkennen. Na de dood van haar echtgenoot werd zij in 748 regentes voor haar zoon Tassilo. Zij stierf in 754.